# Tharybis sagamiensis
Tharybis sagamiensis is een eenoogkreeftjessoort uit de familie van de Tharybidae. De wetenschappelijke naam van de soort is voor het eerst geldig gepubliceerd in 1960 door Tanaka.